# 韓國鐵道字體

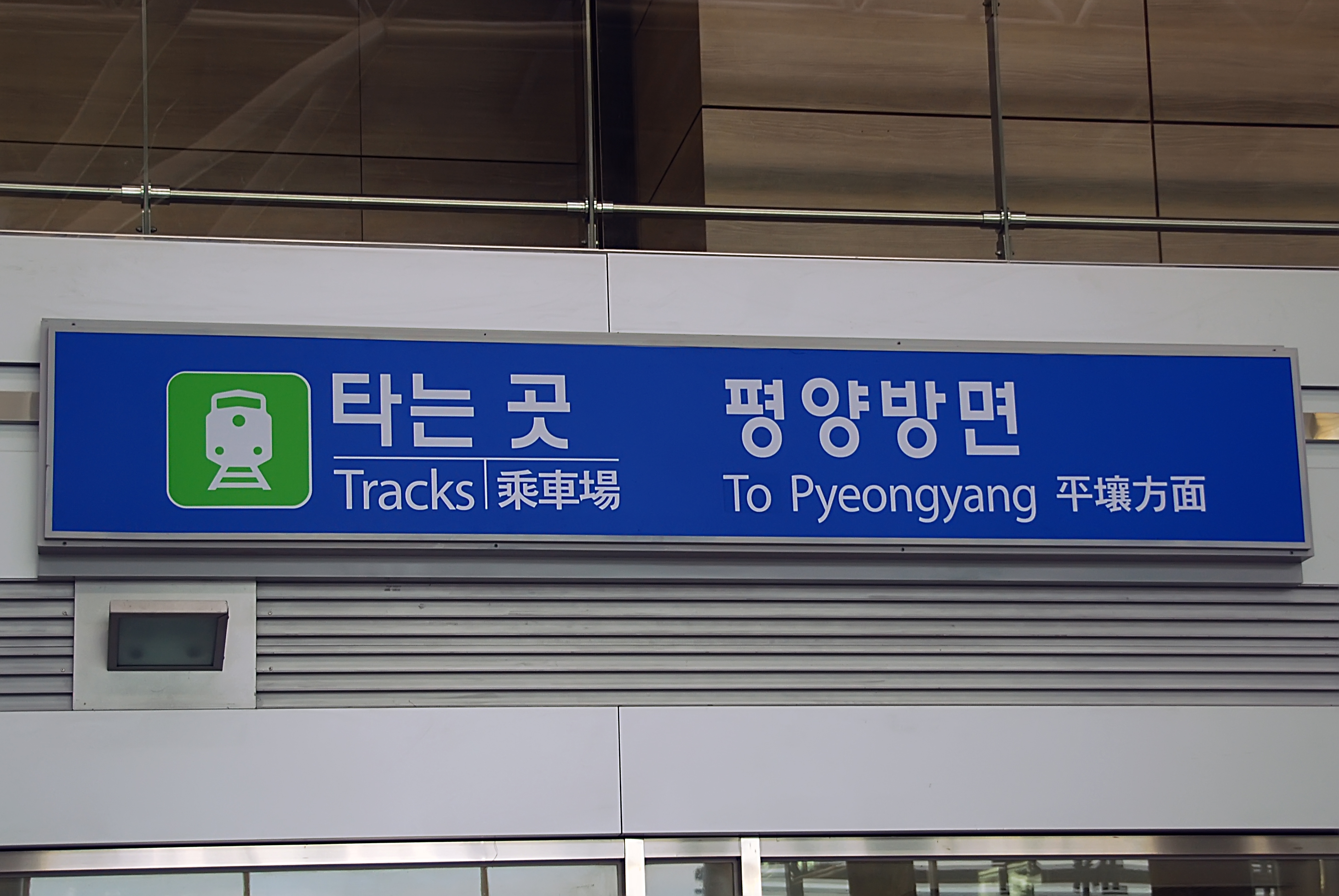
韓鐵都羅山站，諺文為韓國鐵道字體

韓國鐵道字體又稱Korail體（코레일체），是韓國鐵道公社授權發佈，並在韓國全國鐵路系統使用的TrueType字體。字體包括2,350個諺文，無漢字字符。其他特殊字符還包括日文假名、西里爾字母和拉丁字母，以及韓國鐵道廳的標誌。字體可以從韓國鐵道公社網站及互聯網上免費下載。

## 相關鏈接
- 字體說明：http://info.korail.com/2007/kra/gov/gov05000/w_gov05102.jsp （页面存档备份，存于）
- 字體下載：http://www.ilovetrain.com/bbs/data/khistory/한국철도서체.exe%5B%5D